# Parson Street
Parson Street – stacja kolejowa w Bristolu na linii kolejowej Bristol - Exeter, 3 km od stacji Bristol Temple Meads. Stacja bez sieci trakcyjnej. Na stacji nie zatrzymują się pociągi pośpieszne.

## Ruch pasażerski
Stacja obsługuje ok. 101 482 pasażerów rocznie (dane za rok 2021/2022). Posiada bezpośrednie połączenia z Bristolem, Taunton, Plymouth i Exeterem. Pociągi odjeżdżają ze stacji w odstępach dwugodzinnych w każdą stronę. 

## Obsługa pasażerów
Automat biletowy, przystanek autobusowy